# Jack Lewis (baron Lewis de Newnham)
Jack Lewis (13 février 1928 - 17 juillet 2014) est un chimiste britannique travaillant principalement dans le domaine de la chimie inorganique.

## Éducation
Formé à la Barrow Grammar School, il obtient en 1949 un baccalauréat en chimie de l'Université de Londres, après quoi il s'installe à l'Université de Nottingham où il obtient son doctorat.
En 1951, il épouse Elfreida Lamb. Ils ont un fils et une fille .

## Carrière professionnelle
En 1953, il est nommé chargé de cours à l'Université de Sheffield avant de retourner à Londres en 1956 en tant que chargé de cours à l'Imperial College de Londres. Il est professeur de chimie à l'Université de Manchester de 1961 à 1967, à l'University College de Londres de 1967 à 1970 et à l'Université de Cambridge de 1970 à 1995. Il est également le premier directeur du Robinson College, le plus récent des collèges de Cambridge, depuis sa fondation en 1977 jusqu'en 2001 .
Il est élu membre de la Royal Society (FRS) en 1973 , et reçoit leur médaille Davy en 1985  et leur médaille royale en 2004 . Il est également membre honoraire de la Royal Society of Chemistry  et son président de 1986 à 1988 . Il est membre de l'Académie américaine des arts et des sciences  de l'Académie nationale des sciences  et de la Société américaine de philosophie .
Il est fait chevalier en 1982 et créé baron Lewis de Newnham de Newnham dans le comté de Cambridgeshire le 8 février 1989. Il est membre de la Chambre des Lords, où il siège en tant que crossbencher et est membre d'un certain nombre de commissions spéciales sur la science et la technologie. Il est également membre du conseil consultatif de la campagne pour la science et l'ingénierie . En 1993, il est nommé membre honoraire de l'Université du Lancashire central . En 1995, il reçoit un diplôme honorifique (docteur en sciences) de l'Université de Bath . En 1998, il devient le quatrième président du Comité permanent de la sécurité structurelle, jusqu'en 2002.

## Recherches
Le début de carrière de Lewis est consacré aux propriétés magnétiques des complexes métalliques. Il obtient une reconnaissance significative pour ses contributions aux clusters métal carbonyle. Avec son collaborateur de longue date Brian FG Johnson, son groupe de recherche découvre de nombreux composés structurellement inhabituels. Un exemple de leurs réalisations est leur synthèse de super tétraèdre [Os 10 C(CO) 24 ] 2− .

## Héritage
À la mort de Lewis, le Robinson College met son drapeau en berne . Un service commémoratif à sa mémoire a lieu dans la chapelle du collège le 28 février 2015  au lendemain d'un symposium sur son travail, présidé par le professeur émérite Brian Johnson . Un escalier érigé en son honneur dans la chapelle porte son nom et la mention "sa sagesse a façonné ce collège" . Les dons en sa mémoire ont été utilisés pour créer la "Lewis Research Studentship in Chemistry", une bourse d'études supérieures de trois ans en chimie au Robinson College .